# Stan wyjątkowy w Algierii (1992–2011)
Stan wyjątkowy w Algierii 1992-2011 – stan wyjątkowy wprowadzony 9 lutego 1992 roku po zamachu stanu, w wyniku którego władzę w Algierii przejęła 5-osobowa Najwyższa Rada Państwa. Został wprowadzony dekretem prezydenta numer 92-44.6 lutego 1993 r. został przedłożony dekretem prawnym numer 93-02. Został zniesiony 23 lutego 2011 na skutek protestów antyrządowych.